# Relations entre la Turquie et l'Union européenne
Les relations entre la Turquie et l'Union européenne sont établies dès le 31 juillet 1959 après la demande d'association formulée par celle-ci à la Communauté européenne.

## Historique

### Relations avant la demande d'adhésion

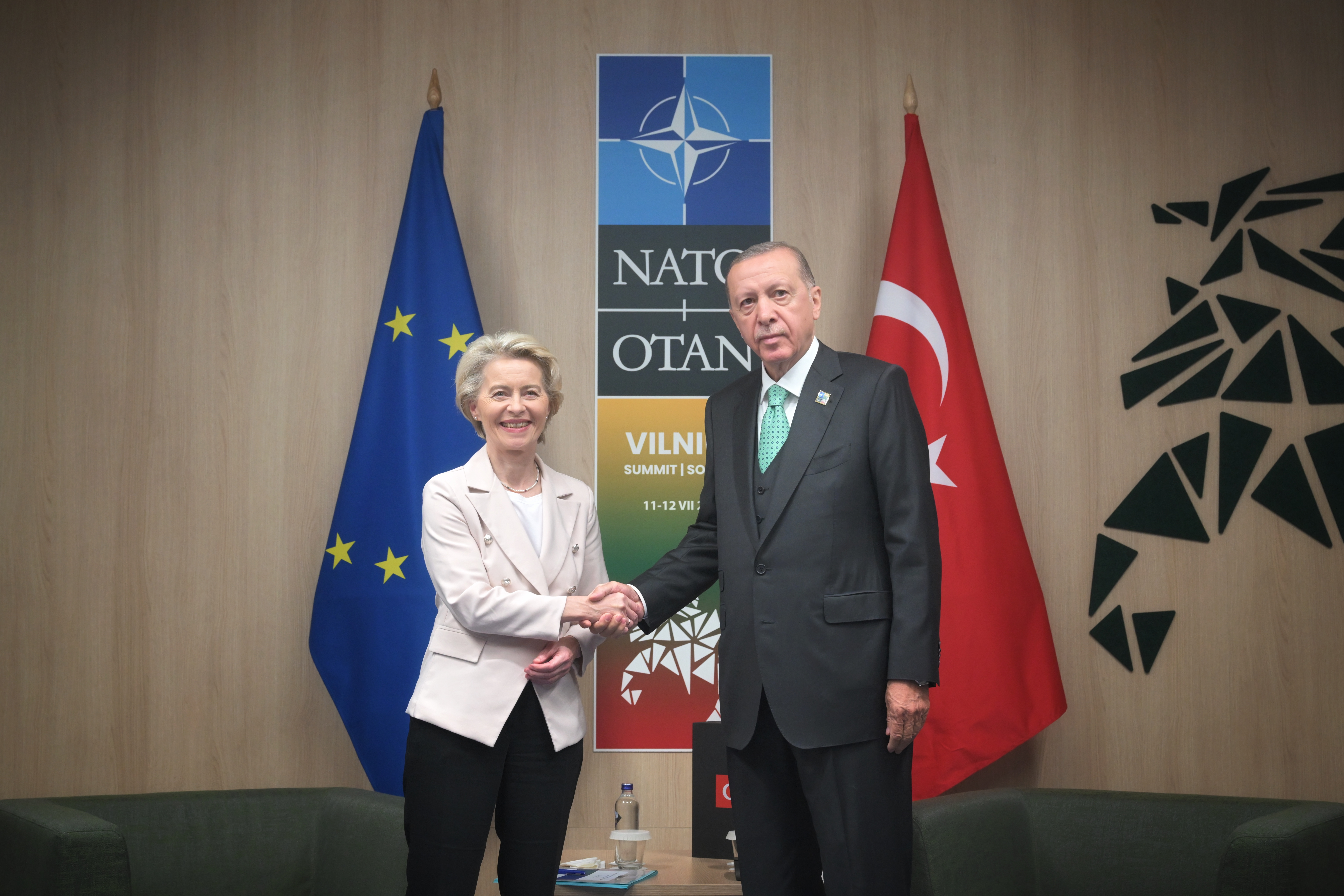
La présidente de la Commission européenne, Ursula von der Leyen, avec le président turc Recep Tayyip Erdoğan lors du sommet de l'OTAN de 2023 à Vilnius, le 12 juillet 2023.

Après l'effondrement de l'Empire ottoman après la Première Guerre mondiale, les révolutionnaires turcs menés par Mustafa Kemal Atatürk sortirent vainqueur de la Guerre d'indépendance turque, établissant la république de Turquie moderne. Atatürk, alors Premier ministre puis plus tard président de la république de Turquie, mit en œuvre une série de réformes, dont la sécularisation et l'industrialisation, afin de moderniser le pays.
En 1930, le mémorandum présenté par Alexis Léger sur l'unification européenne fut critiqué par certains Européens parce qu'il ne mentionnait pas la Turquie.
Durant la Seconde Guerre mondiale, la Turquie resta neutre jusqu'en février 1945, date à partir de laquelle elle rejoint les Alliés. Le pays participa au plan Marshall de 1947.

#### Début des relations
Le 11 novembre 1957, le Premier ministre turc présente son programme : il annonce que la Turquie entend participer aux initiatives telles que la Communauté économique européenne, et qu'elle souhaite que ces initiatives conduisent à une « Union politique européenne ».
Le 31 juillet 1959, dix-huit mois seulement après l'entrée en vigueur des traités de Rome, la Turquie a présenté sa demande d'association à la CEE. En 1961, lors de l'adoption de la nouvelle Constitution turque, un alinéa est rajouté à l'article 65, concernant la ratification des traités internationaux, afin de faciliter l'adhésion turque à la CEE. La Grèce avait présenté sa demande le 8 juin 1959 pour un accord d'association avec la Communauté économique européenne entrant en vigueur le 1er novembre 1962. Celui avec la Turquie entra en vigueur le 1er décembre 1964.

#### Association
Le 12 septembre 1963, l'accord d'association entre la Turquie et la Communauté économique européenne, surnommé accord d'Ankara, est signé. Comme pour la Grèce, et contrairement au Maroc et à la Tunisie en 1969. Le préambule de l'accord d'association « reconnaît que l'appui apporté par la CEE aux efforts du peuple turc pour améliorer son niveau de vie facilitera ultérieurement l'adhésion de la Turquie à la Communauté ». Dans le texte de l'accord, l'article 28 précise : « lorsque le fonctionnement de l'accord aura permis d'envisager l'acceptation intégrale de la part de la Turquie des obligations découlant du traité instituant la Communauté, les parties contractantes examineront l'éventuelle possibilité d'une adhésion de la Turquie à la Communauté ».
Cet accord entra en vigueur le 12 décembre 1964. L'accord d'Ankara cherchait à intégrer la Turquie dans une Union douanière avec la CEE tout en reconnaissant le but qu'est l'adhésion.
Le 27 juin 1967 le président de la république de Turquie est reçu à l'Élysée par Charles de Gaulle.
Ce dernier, sans jamais parler d'adhésion, évoqua une coopération avec la Turquie : « En Europe, […] l'intérêt de nos deux Républiques n'est-il pas de conjuguer leurs efforts pour qu'au lieu de l'opposition stérile de deux camps s'établissent la détente, l'entente et la coopération entre tous les peuples de notre continent ».
En novembre 1970, un protocole additionnel établit un programme pour l'abolition des tarifs et quotas sur les biens circulant entre la Turquie et la CEE.
Toutefois en décembre 1976, la Turquie, en s'appuyant sur l'article 60 du protocole additionnel, suspend unilatéralement ses engagements découlant du protocole additionnel qui la mènera à ne plus effectuer les réductions tarifaires prévues par ce protocole. Même si la signature du troisième protocole financier est effectuée en mai 1977, l'arrivée au pouvoir d'un gouvernement de coalition formé par la participation de trois partis politiques (le Parti républicain du peuple, le Parti républicain de confiance et le Parti démocratique (5 janvier 1978- 12 novembre 1979) décidera à nouveau de suspendre les engagements de la Turquie sur le protocole additionnel et exigera de la Communauté une aide financière.
Une union douanière effective sur certains produits est mise en place en 1995 dans la continuité du rapprochement des économies turque et européenne promu par les traités précédents. Le protocole d'Ankara, signé le 29 juillet 2005 s'inscrit dans le prolongement de l'accord d'Ankara ; il a pour but d'étendre les dispositions commerciales prises en 1963 aux 10 nouveaux États membres de l'Union européenne ; incluant la partie sud de l'île de Chypre ; cependant, et devant le refus de la communauté européenne de faire de même avec la partie nord de l'île, la Turquie n'a pas mis en place les mesures prévues par les dispositions du nouveau protocole, bloquant pour un temps sa procédure d'adhésion à l'UE.
L'UE est son principal partenaire de commerce et d'investissements : 40 % du commerce extérieur turc est réalisé avec l'UE en 2014 et 64 % de l'investissement direct étranger en Turquie provient de pays membres de l'UE.

### Demande d'adhésion
Le 14 avril 1987, Turgut Özal a adressé la candidature de la Turquie à l'Union européenne à Leo Tindemans, alors ministre belge des Affaires étrangères et président en exercice du Conseil des Communautés européennes.

« Au nom du Gouvernement de la république de Turquie, j'ai l'honneur d'informer Votre Excellence que, par la présente, la Turquie demande officiellement à devenir membre de la Communauté économique européenne, conformément aux dispositions de l'article 237 du traité instituant la Communauté économique européenne.
Dans ce contexte, je voudrais insister sur la vocation européenne de la Turquie et son attachement à l'unité européenne ainsi qu'aux idéaux qui ont donné naissance aux traités instituant les Communautés européennes. »

— Turgut Özal, demande officielle d'adhésion de la Turquie à l'Union européenne.

### Refroidissement des relations
Les relations entre l'Union européenne et la Turquie se sont refroidies à partir de février 2018. À cette date, la Turquie a en effet envoyé sa marine dans les eaux de Chypre afin d'y empêcher la construction, par l’entreprise italienne Eni, de connexions permettant une diversification des ressources en gaz naturel de l’Union européenne. En conséquence, le Conseil de l’Union européenne a décidé, en juin 2018, de suspendre les négociations d'adhésion de la Turquie, ce qui a bloqué l'ouverture et la fermeture des chapitres de négociations.
En juin 2019, le Conseil a décidé plus avant de bloquer la conclusion d'un accord sur le transport aérien avec la Turquie. De même, les réunions du Conseil d'association UE-Turquie ont été suspendue indéfiniment. Le Conseil a également demandé à réduire les aides à la pré-adhésion et les activités de prêt de la Banque européenne d'investissement à la Turquie.
En août 2021, la Commission européenne estime que les positions turques en matière de politique étrangère ne sont alignées que dans 14 % des cas avec celles de l'Union européenne. La Turquie ne s'est jamais alignée aux mesures restrictives et sanctions économiques de l'Union.

## Représentation

### Représentation de la Turquie auprès de l'Union européenne
| Ordre | Ambassadeur      | Mandat             |
| ----- | ---------------- | ------------------ |
|       | Selim Yenel (tr) | 2014 - en fonction |

### Représentation de l'Union européenne auprès de la Turquie
| Ordre | Ambassadeur                     | Mandat                   | Nationalité  |
| ----- | ------------------------------- | ------------------------ | ------------ |
|       | Jean-Maurice Ripert             | 2011 - septembre 2013    | française    |
|       | Stefano Manservisi              | février 2014 - 2015      | italienne    |
|       | Hansjörg Haber[réf. incomplète] | 2015 - 14 juin 2016      | allemande    |
|       | Christian Berger                | juillet 2016 - juin 2020 | autrichienne |
|       | Nikolaus Meyer-Landrut          | juin 2020 - en cours     | allemande    |

## Les relations de la Turquie avec les pays de l'UE
- Allemagne
- Autriche
- Bulgarie
- Croatie
- Danemark
- Espagne
- Estonie
- Finlande
- France
- Grèce
- Hongrie
- Irlande
- Italie
- Lettonie
- Lituanie
- Luxembourg
- Malte
- Pays-Bas
- Pologne
- Portugal
- Roumanie
- Slovaquie
- Slovénie
- Suède
- Tchéquie

La Turquie n'a pas de relations diplomatiques avec  Chypre car la Turquie ne reconnaît pas le gouvernement de la république de Chypre.

## Sources

## Compléments